# Wybuch baszty prochowej we Wrocławiu (1749)

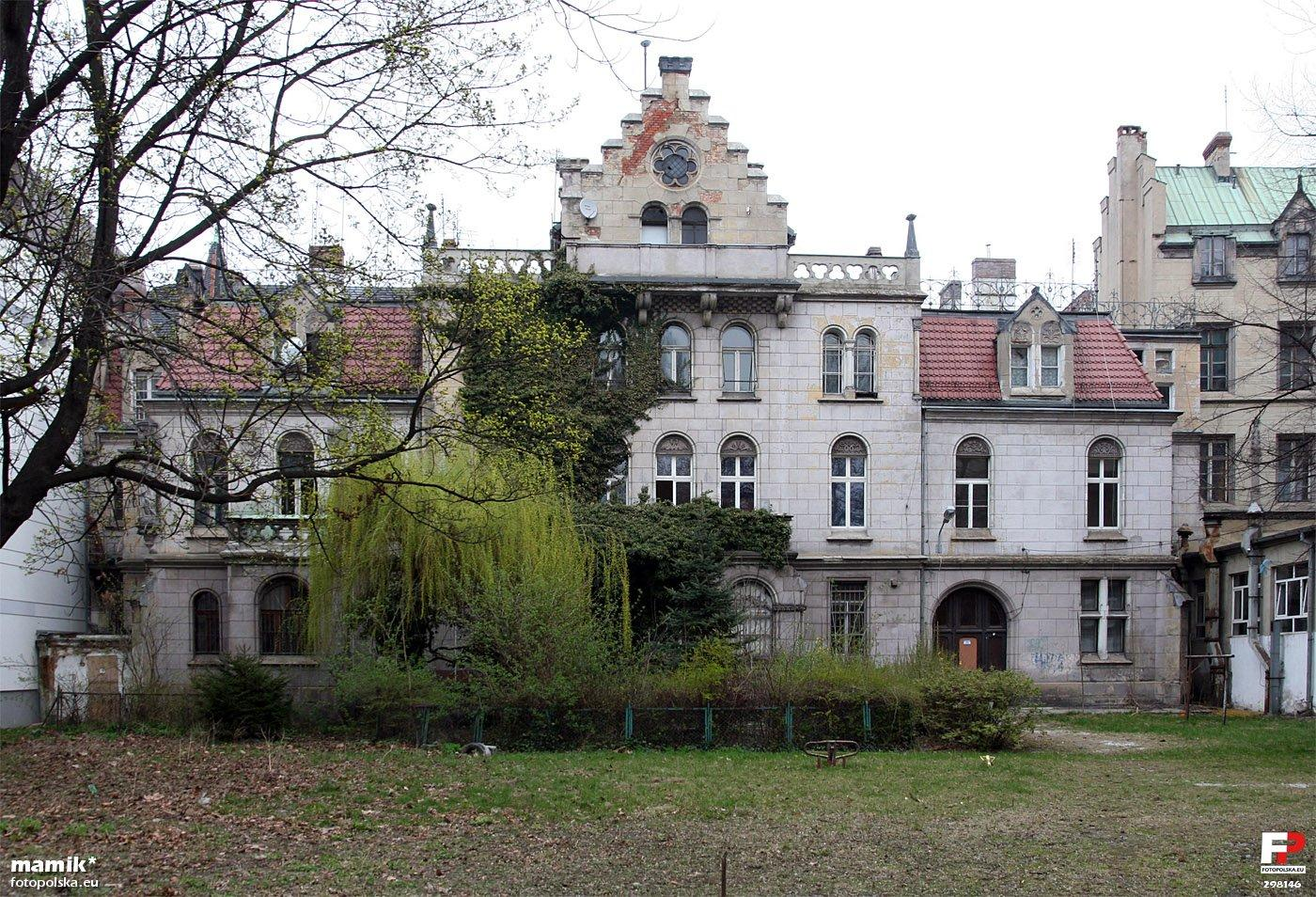
Pałac i ogród Ballestremów we Wrocławiu. W tym miejscu wznosiła się baszta prochowa, która eksplodowała w 1749

Wybuch baszty prochowej we Wrocławiu – katastrofa, do której doszło 21 czerwca 1749 wskutek eksplozji prochu przechowywanego w jednej z wież południowo-zachodniego odcinka murów miejskich Wrocławia. Rezultatem zdarzenia były: śmierć około 60 ludzi, zranienie około 300 osób, zniszczenie prawie 100 domów mieszkalnych i uszkodzenie wielu innych.
Baszta, w której doszło do eksplozji w 1749 była elementem południowo-zachodniego odcinka murów miejskich otaczających Wrocław i znajdowała się w obrębie posesji zajmowanej współcześnie przez pałac Ballestremów i jego ogród (ul. Włodkowica nr 4 i 6). Powstała pod koniec XVII w., miała 18 metrów wysokości i trzy kondygnacje. W latach 40. XVIII wieku przebudowano ją na magazyn prochu. 21 czerwca 1749 r. w nocy w budowlę tę trafił piorun, co spowodowało o godzinie 2.45 eksplozję zgromadzonego w niej prochu (wg różnych źródeł było tam 2000 lub 500 cetnarów prochu). Oprócz całkowitego zniszczenia samej wieży, jej fragmenty i fala uderzeniowa dokonały znacznych szkód niszcząc bądź poważnie uszkadzając część zabudowy leżącej na terenach przy obecnych ulicach św. Antoniego, Krupniczej i Włodkowica. Poważne były także straty ludzkie, spotęgowane tym, że katastrofa miała miejsce tuż przed jarmarkiem świętojańskim, na który przybyło wiele osób, nocujących w licznych karczmach skupionych w tym rejonie. Liczbę ofiar określa się na 59–65 zabitych i 200–391 rannych (Musiał oraz Włodarczyk & Kichler podają ponad 300 rannych), a Komaszyński - 100 zabitych i blisko 400 rannych). Dużą część wśród nich stanowili Żydzi (ponad 30 zmarłych i 118 rannych) (w 1750 r. żydowska społeczność Wrocławia liczyła 505 osób), wśród ofiar byli też przyjezdni Ormianie. Całkowicie zniszczonych zostało 45 lub 43 domów, kolejne 50 doznało takich uszkodzeń, że musiano je wkrótce potem wyburzyć.
Wśród zniszczonych budowli była pierwsza w czasach nowożytnych synagoga wrocławska, poważnie uszkodzony został klasztor franciszkanów reformatów wraz z jego kościołem św. Antoniego, a kilku zakonników odniosło rany. Ponadto eksplozja doprowadziła do zniszczenia będącego w trakcie budowy kalwińskiego kościoła Dworskiego.
W roku 2014, w trakcie prac archeologicznych w ogrodzie pałacu Ballestremów, odkryto duże fragmenty murów wyrwane i przemieszczone w trakcie wybuchu z 1749 r.

## Upamiętnienie
- Katastrofa z 1749 r. i jej skutki zostały przedstawione na rysunku przez Karla Albrechta von Goulona, a następnie na jego bazie miedziorytnik Johann David Schleuen wykonał akwafortę[2][13][8].
- Georg Wilhelm Kittel wykonał w srebrze medal upamiętniający wydarzenie[1]
- wrocławska społeczność żydowska przez wiele lat po tragedii traktowała kolejne jej rocznice jako dzień żałobny[14]
- powstał ołtarzowy obraz ze św. Walpurgą dla kościoła św. Antoniego (zachowany tam do dziś), w intencji szybkiej odbudowy świątyni po katastrofie i przypominający samo wydarzenie[15]
- w 1816 w miejscu dawnej wieży prochowej umieszczono tablicę pamiątkową[16]